# Многомерная криптография
Многомерная криптография или многомерная криптография открытого ключа  — это общий термин, описывающий  асимметричные криптографические схемы, построенные на решениях уравнений, основанных на многомерных полиномах над конечным полем {\displaystyle \mathbb {F} }.
Безопасность многомерной криптографии основывается на предположении, что решения системы квадратичных многочленов над конечным полем {\displaystyle \mathbb {F} }, в общем случае, является NP-полной задачей в сильном смысле или просто  NP-полной. Вот почему эти схемы часто считаются хорошими кандидатами для  постквантовой криптографии. 

## История создания
Первая попытка построения криптографической схемы на основе многомерных квадратичных полиномов была сделана Онгом, Шнором и Шамиром , где они предлагали схему подписи, основанную на сложности решения уравнения:

{\displaystyle s_{1}^{2}+k*s_{2}^{2}=m(\mod n)};
Однако безопасность этой схемы по-прежнему основана на сложности факторизации {\displaystyle n=p*q} и поэтому эта схема неустойчива к атакам при помощи квантовых компьютеров. Разработка многомерных криптографических схем в современном смысле началась в 1988 году со схемы С* Системы Матцумото-Имаи.
Мацумото и Имаи использовали биективное отображение {\displaystyle {\mathcal {F}}} над степенью {\displaystyle n} полем расширения {\displaystyle \mathbb {E} } из {\displaystyle GF(2)} формы:
{\displaystyle {\mathcal {F}}:\mathbb {E} \rightarrow \mathbb {E} ,{\mathcal {F}}(X)=X^{2^{\theta }+1}}.

Чтобы убедиться, что это преобразование обратимо, необходимо выбрать {\displaystyle \theta } таким образом, что {\displaystyle {\text{НОД}}(2^{\theta }+1,2^{n}-1)=1}. Уравнение выше даёт, благодаря каноническому изоморфизму между {\displaystyle GF(2^{n})} и векторным пространством {\displaystyle GF(2)^{n}} систему многомерных квадратичных уравнений {\displaystyle {\mathcal {F}}} на полем {\displaystyle GF(2)}, объясняется это  Эндоморфизмом Фробениуса. Для того чтобы спрятать структуру {\displaystyle {\mathcal {F}}} Мацумото и Имай использовали два аффинных преобразования {\displaystyle {\mathcal {S}}} и {\displaystyle {\mathcal {T}}}. Таким образом, они представили открытый ключ в форме:
{\displaystyle {\mathcal {P}}={\mathcal {S}}\circ {\mathcal {F}}\circ {\mathcal {T}}}.
Эта конструкция называемая биполярной. Она по-прежнему является стандартным методом построения многомерных криптосистем с открытым ключом. 
Многомерная криптография была активной областью исследований, однако, до сих пор отсутствуют многомерные схемы, такие как: протоколы обмена ключами и схемы подписи со специальными свойствами.

## Актуальность и перспективы развития
Большинство криптосистем с открытым ключом, используемых на практике, основаны на  целочисленной факторизации или  дискретных логарифмах (в  конечных полях или  эллиптических кривых). 
Однако, эти системы страдают от двух недостатков.
1. Достижения в области теории чисел привели к снижению эффективности вычислений, поэтому размеры параметров должны быть увеличены в соответствии с требованиями безопасности.[1]
2. Если можно построить достаточно большие квантовые компьютеры, алгоритм Шора  сделает текущие системы полностью небезопасными. Поэтому важно искать альтернативные системы, которые способствуют эффективной и безопасной связи.[1]

Многомерная криптография с открытым ключом — одна из возможных альтернатив нынешних реализаций алгоритмов шифрования с открытым ключом. В 2003 году система подписи Sflash стала окончательным выбором проекта NESSIE (Новые европейские схемы подписи, целостности и шифрования) . Первая книга о многомерной криптографии, написанная Дингом, Гауэром и Шмидтом, была опубликована в 2006 году . Существует также международный воркшоп, PQCrypto, который посвящен вопросам постквантовой криптографии, в том числе многомерной криптографии.

## Основной алгоритм работы
Основной идеей стандартного построения многомерной криптографии является выбор системы {\displaystyle {\mathcal {F}}:\mathbb {F} ^{m}\rightarrow \mathbb {F} ^{n}} (центральное преобразование) из {\displaystyle m} многомерных квадратичных многочленов от {\displaystyle n} переменных, которые могут быть легко инвертированы.  После этого выбираются два случайных  аффинных обратимых преобразования {\displaystyle {\mathcal {S}}:\mathbb {F} ^{m}\rightarrow \mathbb {F} ^{m}} и {\displaystyle {\mathcal {T}}:\mathbb {F} ^{n}\rightarrow \mathbb {F} ^{m}} для того, чтобы скрыть структуру центрального преобразования {\displaystyle {\mathcal {F}}} в открытом ключе.

 Открытый ключ криптосистемы — составное квадратичное преобразование {\displaystyle {\mathcal {P}}={\mathcal {S}}\circ {\mathcal {F}}\circ {\mathcal {T}}}, которое, как предполагается, вряд ли отличается от случайного и поэтому его трудно инвертировать.
Закрытый ключ состоит из {\displaystyle {\mathcal {S}}}, {\displaystyle {\mathcal {F}}}, {\displaystyle {\mathcal {T}}} и следовательно, это позволяет инвертировать {\displaystyle {\mathcal {P}}}.

### Построение публичного ключа
Пусть {\displaystyle \mathbb {F} } — конечное поле. Публичный ключ алгоритмов многомерной криптографии — это полиномиальное отображение {\displaystyle {\mathcal {P}}:\mathbb {F} ^{n}\rightarrow \mathbb {F} ^{m}} 

{\displaystyle {\mathcal {P}}(x_{1},\ldots ,x_{n})={\begin{pmatrix}f_{1}(x_{1},\ldots ,x_{n})\\\vdots \\f_{m}(x_{1},\ldots ,x_{n})\end{pmatrix}}}; где {\displaystyle f_{i}\in \mathbb {F} [x_{1},\ldots ,x_{n}]} — многочлен второй степени.
Для шифрования и дешифрования считаем, что {\displaystyle m\geq n}, для электронной подписи: {\displaystyle m\leq n}.

## Шифрование
Чтобы зашифровать сообщение {\displaystyle \mathbf {z} \in \mathbb {F} ^{n}} или {\displaystyle (x_{1},\ldots ,x_{n})\in \mathbb {F} ^{n}} необходимо вычислить {\displaystyle \mathbf {h=} {\mathcal {P}}(\mathbf {z} )}. Шифротекст полученного сообщения {\displaystyle \mathbf {z} } есть {\displaystyle \mathbf {h} \in \mathbb {F} ^{m}} или {\displaystyle (y_{1},\ldots ,y_{m})={\mathcal {P}}(x_{1},\ldots ,x_{n})}. 

### Расшифрование
Что бы расшифровать шифротекст {\displaystyle \mathbf {h} \in \mathbb {F} ^{m}} рекурсивно вычисляется: {\displaystyle \mathbf {x=} {\mathcal {S}}^{-1}(\mathbf {h} )}, {\displaystyle \mathbf {y=} {\mathcal {F}}^{-1}(\mathbf {x} )} и {\displaystyle \mathbf {z=} {\mathcal {T}}^{-1}(\mathbf {y} )}.
{\displaystyle \mathbf {z} \in \mathbb {F} ^{n}} — это открытый текст шифротекста {\displaystyle \mathbf {h} }. Так как {\displaystyle m\geq n}, то отображение из {\displaystyle \mathbf {z} } в {\displaystyle {\mathcal {F}}}, а следовательно, и результирующий открытый текст являются уникальными. 
Или другими словами, если дан шифротекст {\displaystyle (y_{1},\ldots ,y_{m})\in \mathbb {F} ^{m}}, необходимо найти {\displaystyle (x_{1},\ldots ,x_{n})\in \mathbb {F} ^{n}} такой, что
{\displaystyle {\mathcal {P}}(x_{1},\ldots ,x_{n})=(y_{1},\ldots ,y_{m})}.
Обычно {\displaystyle {\mathcal {P}}} является инъекцией в криптографических системах, поэтому дешифровка выполняется при помощи вычисления {\displaystyle {\mathcal {P}}^{-1}(y_{1},\ldots ,y_{n})}.

### Цифровая подпись
Для того, что бы подписать документ {\displaystyle d}, используется  хеш-функция {\displaystyle {\mathcal {H}}:\{0,1\}^{*}\rightarrow \mathbb {F} ^{m}} для вычисления значения {\displaystyle \mathbf {h} ={\mathcal {H}}(d)\in \mathbb {F} ^{m}}. 
 
Затем необходимо вычислить {\displaystyle \mathbf {x=} {\mathcal {S}}^{-1}(\mathbf {h} )}, {\displaystyle \mathbf {y=} {\mathcal {F}}^{-1}(\mathbf {x} )} и {\displaystyle \mathbf {z=} {\mathcal {T}}^{-1}(\mathbf {y} )}. Здесь {\displaystyle {\mathcal {F}}^{-1}(\mathbf {x} )} означает один, возможно, много прообраз {\displaystyle x} для центрального отображения {\displaystyle {\mathcal {F}}}. Так как {\displaystyle n\geq m}, то такое отображение существует. Таким образом каждое сообщение может быть подписано.

### Проверка цифровой подписи
Чтобы проверить подлинность документа, необходимо просто вычислить {\displaystyle \mathbf {h^{,}=} {\mathcal {P}}(\mathbf {z} )} и значение хеш-функции {\displaystyle \mathbf {h} ={\mathcal {H}}(d)} от документа. Если {\displaystyle \mathbf {h^{,}=h} }, то подпись принимается, в противном случае отклоняется. 

## Безопасность
Безопасность алгоритмов многомерной криптографии опирается на следующее:
- Сложность решения квадратичных многомерных систем уравнений над конечными полями.

Дана система {\displaystyle {\mathcal {P}}=(p^{1},\ldots ,p^{m})} из {\displaystyle m} нелинейных полиномиальных уравнений с переменными {\displaystyle x_{1},\ldots ,x_{n}}. Необходимо найти значения {\displaystyle \mathbf {x_{1}} ,\ldots ,\mathbf {x_{n}} } такие, что {\displaystyle p^{1}(\mathbf {x_{1}} ,\ldots ,\mathbf {x_{n}} )=\ldots =p^{m}(\mathbf {x_{1}} ,\ldots ,\mathbf {x_{n}} )}.
Решение случайной многомерной квадратичной системы над конечным полем является NP-полной задачей в сильном смысле или просто  NP-полной. Сложность решения этой задачи препятствует злоумышленику вычислить закрытый ключ, зная  открытый ключ.

- Изоморфизм многочленов.[12]

Патарин и соавторы показали, что трудность решения этой проблемы по крайней мере такая же, как и изоморфизм графов

## Преимущества систем, построенных на алгоритмах многомерной криптографии
- Скорость

Системы, построенные на алгоритмах многомерной криптографии достаточно быстры, особенно для подписи документов. Есть много предпосылок, что они могут быть быстрее, чем классические криптографические схемы с открытыми ключами, например RSA. 

- Скромные требования к вычислительным ресурсам

Математические операции, выполняемые многомерными схемами, обычно очень просты: большинству схем требуется только сложение и умножение по небольшим конечным полям. Поэтому многомерные схемы требуют скромных вычислительных ресурсов, что делает их привлекательными для использования на недорогих устройствах, таких как  RFID чипы и  смарт-карты, без необходимости наличия криптографического сопроцессора.
Вариант схемы С*, называемый SFLASH, был предложен Европейской комиссией в качестве стандарта для схем подписи на недорогих устройствах.

В системе SFLASH   используется конечное поле {\displaystyle \mathbb {F} ={\frac {Z_{2}[2]}{x^{7}+x+1}}} также определяется отображение {\displaystyle {\mathcal {P^{-}}}:\mathbb {F} ^{67}\rightarrow \mathbb {F} ^{56}}. Обозначение {\displaystyle {\mathcal {P^{-}}}} указывает, что {\displaystyle 11} уравнений были удалены из функции {\displaystyle {\mathcal {P}}}, которая построена следующим образом: {\displaystyle {\mathcal {P}}={\mathcal {L_{1}}}\circ {\mathcal {f}}\circ {\mathcal {L_{2}}}}. Здесь {\displaystyle {\mathcal {L_{1}}}} и {\displaystyle {\mathcal {L_{2}}}} — два обратимых линейных преобразования. Функция {\displaystyle {\mathcal {f^{-}}}} имеет вид:{\displaystyle {\mathcal {f^{-}}}(X)=X^{1+128^{33}}}. 
Таким образом, открытый ключ состоит из {\displaystyle 56} квадратичных полиномов c {\displaystyle 67} переменными коэффициентами в {\displaystyle \mathbb {F} }. Каждый квадратичный полином будет иметь {\displaystyle 67*34+67+1} коэффициентов. Для этого требуется {\displaystyle 128,3} КБ памяти, если каждый коэффициент хранится в одном байте, также его можно уменьшить до {\displaystyle 112,3} КБ, если использовать только {\displaystyle 7} бит для каждого коэффициента

## Атаки на системы многомерной криптографии

### Повторная линеаризация
Атака релинеризации направлена на решение  переопределенных систем многомерных квадратичных уравнений. Пусть {\displaystyle {\mathcal {P}}} - система из {\displaystyle m} квадратичных уравнений по {\displaystyle n} переменным {\displaystyle x_{1},\ldots ,x_{n}}. Основная идея заключается в введении новой переменной {\displaystyle x_{ij}} для каждого квадратичного одночлена {\displaystyle x_{i}x_{j}}. Таким образом, получается система линейных уравнений, если число уравнений достаточно велико, можно использовать метод Гаусса.
Нужно удостовериться, действительно ли полученное таким образом решение является решением квадратичного система, при условии, что {\displaystyle x_{ij}=x_{i}x_{j}\forall i,j\in \{1,\ldots ,n\}}.
Для решения системы квадратичных уравнений по {\displaystyle n} переменным этим методом необходимо {\displaystyle m\geq {\frac {(n+1)(n+2)}{2}}-1} уравнений.
Таким образом атака методом повторной линеаризации позволяет уменьшить количество неизвестных переменных в закрытом ключе т.е уменьшить его размерность. 

### XL алгоритм
Пусть {\displaystyle T_{D}^{n}} — множество всех многочленов из {\displaystyle \mathbb {F} [x_{1},\ldots ,x_{n}]} степени {\displaystyle \leq D}.
XL-алгоритм:

Входные данные: множество квадратичных многочленов {\displaystyle {\mathcal {F}}=\{f^{(1)},\ldots ,f^{(m)}\}}.

Выходные данные: вектор {\displaystyle \mathbf {x=} (x_{1},\ldots ,x_{n})} такой, что {\displaystyle f^{(1)}(\mathbf {x} )=\ldots =f^{(m)}(\mathbf {x} )}.

- for {\displaystyle i=1} to {\displaystyle n} do
  - Фиксируется целое число {\displaystyle D>2}.
  - Формируются все многочлены:{\displaystyle h\cdot f^{(j)}}, где {\displaystyle h\in T_{D-2}^{n}} и  {\displaystyle j=1,\ldots ,m}.
  - Необходимо воспользоваться методом Гауса для уравнений, полученных на предыдущем шаге, чтобы сгенерировать одно уравнение, содержащее только {\displaystyle x_{i}}.
  - Если на предыдущем шаге получился, по крайней мере один одномерный многочлен от {\displaystyle x_{i}}, то его необходимо решить, например при помощи  алгоритма Берлекэмпа.
  - Необходимо упростить уравнения {\displaystyle f^{(1)},\ldots ,f^{(m)}} путем замены значения {\displaystyle x_{i}}.
- end for {\displaystyle \mathbf {x=} (x_{1},\ldots ,x_{n})}
- return {\displaystyle \mathbf {x=} (x_{1},\ldots ,x_{n})}

Атака при помощи XL-алгоритма позволяет уменьшить размерность закрытого ключа при помощи сведения системы уравнений к  инварианту в некоторой переменной. Таким образом при помощи XL-алгоритма возможно проводить атаку на открытый ключ. 

## Примеры многомерных криптосистем
1. Треугольные криптосистемы [19].
2. Системы Матцумото-Имаи [20].
3. Минус-Плюс обобщения системы Мацумото-Имаи [21].
4. Скрытые уравнения поля
5. Unbalanced Oil and Vinegar